# Tabasco, Zacatecas
Tabasco là một đô thị thuộc bang Zacatecas, México. Năm 2005, dân số của đô thị này là 14806 người.